# マーショネス号転覆沈没事故
マーショネス号転覆沈没事故（-ごう てんぷくちんぼつじこ Marchioness disaster）は、1989年8月20日午前1時45分、ロンドンのテムズ川にかかるキャノン・ストリート鉄道橋の近くで、クルーズ船のマーショネス（Marchioness）が浚渫船ボウベル（Bowbelle）に衝突された事故である。マーショネスは転覆、沈没し、マーショネスの乗客132名のうち51名が死亡した。

## 衝突
1989年8月20日、ロンドンのテムズ川を航行中だったクルーズ船マーショネスでは、銀行員のアントニオ・デ・バスコンセロスの誕生日パーティが開かれていた。午前1時45分、マーショネスはキャノン・ストリート鉄道橋付近で、後方に、同じくテムズ川を航行中だった浚渫船ボウベルがいる事に気づき回避行動をとったが、ボウベルの錨部分がマーショネスの側面に衝突し、錨が食い込んだ。マーショネスは転覆し、あっというまに浸水、ボウベルの下にもぐりこんだ。転覆したマーショネスは水中で上部構造と船体が分離した。公式報告書では衝突から沈没までわずか30秒だったという。また公式報告書による目撃者の証言では“ボウベルはマーショネスの中央部分にぶつかり、マーショネスをなぎたおした”とある。死者は乗客132人のうち51名。生存者は衝突時上層階のデッキにいた人たちがほとんどだった。また、事故後24人の遺体がマーショネスから引き上げられた。

## 犠牲者
マーショネスでは銀行員のアントニオ・デ・バスコンセロスの26歳の誕生日パーティが開かれており、パーティに参加していた人はほとんどが20代で、バスコンセロスの学生時代の友達や、会社での友達がほとんどだった。犠牲者のなかにはラグビーイングランド代表に所属するローレンス・ダラーリオの姉、フランチェスカ・ダラーグリオや、マーショネス号の船長ステファン・フォードも含まれていたという。